# جوزيف اغبرت
جوزيف اغبرت (بالإنجليزية: Joseph Egbert)‏ هو سياسي أمريكي، ولد في 10 أبريل 1807، وتوفي في 7 يوليو 1888 في الولايات المتحدة. حزبياً، نشط في الحزب الديمقراطي. وقد انتخب عضو مجلس النواب الأمريكي.